# Донован (Илиноис)
Донован (енгл. Donovan) град је у америчкој савезној држави Илиноис.

## Демографија
По попису из 2010. године број становника је 304, што је 47 (-13,4%) становника мање него 2000. године.
| Група             | 2000.       | 2010.       |
| Белци             | 327 (93,2%) | 290 (95,4%) |
| Афроамериканци    | 3 (0,9%)    | 6 (2,0%)    |
| Азијати           | 0 (0,0%)    | 1 (0,3%)    |
| Хиспаноамериканци | 18 (5,1%)   | 5 (1,6%)    |
| Укупно            | 351         | 304         |